# Marie-Catherine d'Aulnoy
Marie-Catherine Le Jumel de Barneville, baronne d’Aulnoy, née à Barneville-la-Bertran vers septembre 1652 et baptisée dans cette même paroisse le 1er octobre 1652, et morte à Paris le 14 janvier 1705, est une femme de lettres française.
Elle est l’un des auteurs à l’origine du genre écrit du conte merveilleux. À la différence d’auteurs comme Charles Perrault, qui ont tâché de polir la matière littéraire qu’ils élaboraient, elle a insufflé un esprit subversif en usant d’allégories et de satires. Son travail de création littéraire est souvent rapproché de celui de Jean de La Fontaine pour sa critique masquée de la cour et de la société française du XVIIe siècle.

## Biographie

### Jeunesse et mariage
Ses parents sont Claude Le Jumel et Judith Angélique Le Coustelier, petite-nièce de la savante Marie Bruneau des Loges,. Marie-Catherine Le Jumel de Barneville appartient à la petite noblesse normande. Son père, allié aux grandes familles de la Normandie, avait longtemps servi dans les armées de Louis XIV et comptait au nombre de ses parents les d’Estouteville. Comme il était d’usage à l’époque, sa famille arrange son mariage et le 8 mars 1666, âgée de 14 ans, elle épouse François de La Motte, baron d’Aulnoy en Brie, fils de Jean de La Motte de Lucière et de Clémence Badon:9, valet de pied de César de Vendôme, « qui cherchait d’avoir de beaux hommes à son service. » De plus de vingt ans son aîné:9,, possédant une réputation de grand buveur et de coureur impénitent, la conduite de ce « triste personnage:34-5 » et les voies par lesquelles il s’était élevé lui ayant fait perdre et consumer la plus grande partie de son bien, il fut réduit, pour subsister, à se faire contrôleur de la maison de S. A. Monseigneur le prince. Elle aura quatre enfants de lui.

### Séparation rocambolesque
Trois ans plus tard, en 1669, décidée à se débarrasser d’un mari honni, Marie-Catherine, sa mère et trois complices (trois gentilshommes, dont l’un est probablement son amant et un autre celui de sa mère), profitent des soupçons de malversation qui accablent son mari pour monter une machination l’accusant ouvertement du crime de lèse-majesté:34 passible de la peine de mort à l’époque. Arrêté le 30 septembre 1669:261 et enfermé à la Bastille, sur l’ordre de Colbert, il finira par être relâché.
Il n’aura d’ailleurs guère le loisir de profiter de sa liberté.  À peine était-il sorti blanchi des calomnies avancées contre lui que Colbert le fit ramener à la Bastille jusqu’à ce qu’il s’acquitte à restituer au Roi ce qu'il avait détourné, comme il en avait été condamné par les juges de Fouquet. Son ordre de mise en liberté définitive date du 13 janvier 1670, tandis que les « amis » de sa femme sont condamnés à la décapitation pour calomnie. Le complot éventé, la baronne doit son salut à une fuite dans des circonstances rocambolesques par un escalier dérobé après laquelle elle s’est réfugiée sous le catafalque d’une église. 
Une chose est certaine : César de Vendôme, employeur et probable amant de Monsieur d'Aulnoy, est connu pour avoir passé une bonne partie de sa vie à cabaler,. Cela ne suffit pas à innocenter Madame d'Aulnoy, mais si la thèse du complot est avérée, elle n'a pu manquer d'en tirer du grain à moudre. Contrainte à l’exil pour échapper à la condamnation qui la menaçait, elle aurait voyagé à travers l’Europe, notamment en Flandre en 1672-1673, puis en Angleterre en 1675.

### Tour des Cours européennes
De retour à Paris vers 1676-1677, elle gagne en décembre 1678:37 l’Espagne, où sa mère, la comtesse de Gudanne, bénéficie des faveurs de Philippe IV et de Charles II,. Elle y réside jusqu’à son retour en France en 1685, après avoir gagné la reconnaissance de Louis XIV pour « services rendus à la cour ». En 1682, Madame d'Aulnoy fait un nouveau séjour en Angleterre, avant de rentrer en France en 1685:261, avec des renseignements qu’elle communique au gouvernement qui lui donne alors la permission de rester définitivement:341. Le 21 août 1700, François de La Motte, dont elle vivait séparée depuis longtemps, meurt après avoir dissipé sa propre fortune et entamé celle de sa femme, et l’avoir au préalable déshéritée. Un billet de condoléances envoyé, à cette occasion, par Saint-Évremond, le 13 novembre 1700, livre une indication sur la position de fortune qu’elle devait conserver : 

« Ma consolation est que vous aurez toujours assez de bien pour vous passer de celui qu’il vous devait. »

### Le salon de Madame d'Aulnoy
En 1690, la baronne d’Aulnoy s’installe à Paris dans le faubourg Saint-Germain, où, tout en menant une vie assez retirée, elle ouvre un salon littéraire, où se succèdent Antoinette Des Houlières et sa fille Antoinette-Thérèse, Henriette-Julie de Castelnau de Murat, Marie-Jeanne L'Héritier de Villandon, la princesse de Conti:61, les dames de Bretonvilliers, et d’autres femmes à la renommée brillante,. Contemporaine de Madame de La Fayette et de la marquise de Sévigné, liée d’amitié avec Saint-Évremond et avec plusieurs conteuses du siècle comme Henriette-Julie de Murat et Marie-Jeanne L’Héritier, Marie-Catherine d’Aulnoy publie, dès 1690, ses premiers récits : les Mémoires sur la cour d’Espagne, l’Histoire d’Hippolyte, comte de Douglas ou la Relation du voyage d’Espagne (1691), les Mémoires des aventures de la cour de France (1692), les Mémoires secrets de plusieurs grands princes de la cour (1696). Ses écrits sont estimés, qu'il s'agisse de récits de voyages (réels ou inspirés, prenant l'apparence de longues lettres à une cousine curieuse) ou des contes qui ont assuré sa notoriété.

### Contes de fées
L’Île de la félicité est le premier conte de fées à être publié en France. Inséré dans son roman Histoire d’Hypolite, comte de Duglas, il lance la mode des contes de fées. Après le succès des Contes de ma mère l’Oye de Charles Perrault en 1697, elle fait paraître les quatre volumes des Contes des fées, suivis des Contes nouveaux ou les Fées à la mode, respectivement parus en 1697 et 1698, qui lui valent la célébrité, jusqu’à surpasser Perrault selon certains. Comptant parmi les plus authentiques chefs-d’œuvre de la littérature féerique, ses contes allient romanesque et merveilleux L’Oiseau bleu, La Belle aux cheveux d’or, Gracieuse et Percinet, Le Prince lutin, La Biche au bois, La Chatte blanche, Le Rameau d’or, Finette Cendron, Le Nain jaune, La Grenouille bienfaisante, reflètent l’évolution d’un genre emprunté aux traditions populaires en un genre littéraire destiné au lectorat adulte de la société galante. Construits comme des aventures romanesques, où se découvre aisément l’influence de la pastorale, du théâtre et du roman contemporains, ses contes mêlent excès de préciosité (notamment son goût prononcé, comme La Fontaine, pour les néologismes) naturel désinvolte, réalisme et cruauté. Son vécu se manifeste également dans son écriture lorsqu’elle se sert de l’allégorie pour dénoncer sans ambages, l’épreuve du mariage forcé qu’elle a dû subir:261.
Elle est également la septième femme admise à l’Académie des Ricovrati de Padoue, sous les surnoms « l’éloquente » et « Clio », la muse de l’Histoire. Un de ses éditeurs et biographes, Mathurin de Lescure, dit des deux portraits qui subsistent de cette conteuse, qu’ils laissent « l’image d’une sémillante et plantureuse beauté ».

## Descendance
- Madame d'Aulnoy eut six enfants, dont deux filles nées après sa séparation d’avec son mari, quoiqu’elles portent son nom :
  - Marie-Angélique, (26 janvier 1667, morte jeune, probablement avant novembre 1669[22])
  - Dominique-César, son fils unique (22 novembre 1667, mort jeune)
  - Marie-Anne, Dame de Barneville (27 octobre 1668[5]:11- avant 1726[5]:106.), épousa, le 29 novembre 1685, Claude-Denis de Héère de Vaudois (30 octobre 1658-avant juin 1711[5]:106), dont :
    - Jacques-Denis-Augustin de Héère (1698- ?), épousa le 2 novembre 1734 Geneviève Françoise de La Fauche. Sans descendance
    - Marguerite de Héère, Dame de Vaudoy.
    - Denise-Lucrèce de Héère (?- après 1772).
    - Marguerite-Françoise de Héère (?- après juin 1738), épouse Jacques-François Tardieu, comte de Malissy.
    - Marie-Anne de Héère (6 août 1701 - 3 janvier 1737), épouse le 24 septembre 1735 Jean-Pierre de Fontanges, dont elle eut un fils :
      - François-Alexandre de Fontanges (28 décembre 1736-1754).

  - Judith-Henriette (14 novembre 1669-1735[23]), épousa à Madrid le 4 décembre 1704[5]:108 Giulio Orazio Pucci, fils d’Orazio Roberto Pucci (it) et deuxième marquis de Barsento[24] (1671-1732), dont elle eut au moins deux enfants :
    - Antonio Pucci (né à Madrid en 1705)[5]:109.
    - Luisa Maria Pucci, première épouse de Francesco Guicciardini.

  - Thérèse-Aimée (13 octobre 1676- après 1728), épousa Edmé II de Préaux d’Antigny (12 avril 1664- v. 2 octobre 1719), dont elle eut une fille :
    - Edmée-Angélique de Préaux d’Antigny (née le 18 novembre 1704), mariée à Pierre Joseph Vermale, mariage annulé.

  - Françoise-Angélique-Maxime (v. 1677-17 novembre 1727), célibataire et sans descendance.

## Publications

### Œuvres
Dans la préface de son dernier roman, Le Comte de Warwick, le seul de ses livres à ne pas être publié de façon anonyme, Madame d'Aulnoy expliqua son choix :

« Mais on me donne tant de Livres que je n’ay point faits, & cela est si aisé en mettant un D avec des étoiles, que j’aime mieux convenir que le Comte de Warwick, est à moi, que de me laisser attribuer des Livres qui ne m’appartiennent point. »

Elle fit précéder cette déclaration d'une liste des livres qu’elle avait écrits auparavant :

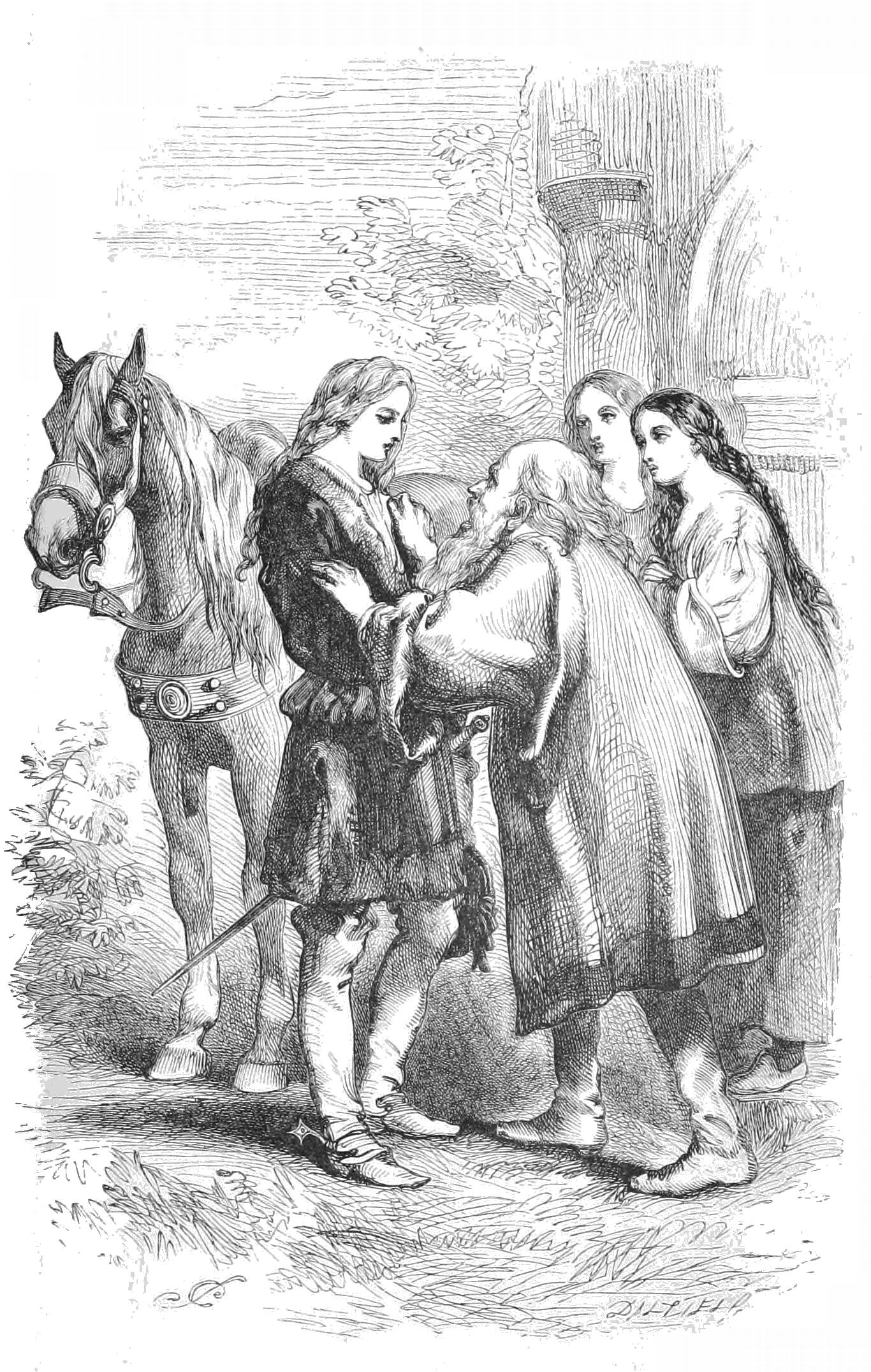
Belle-belle.

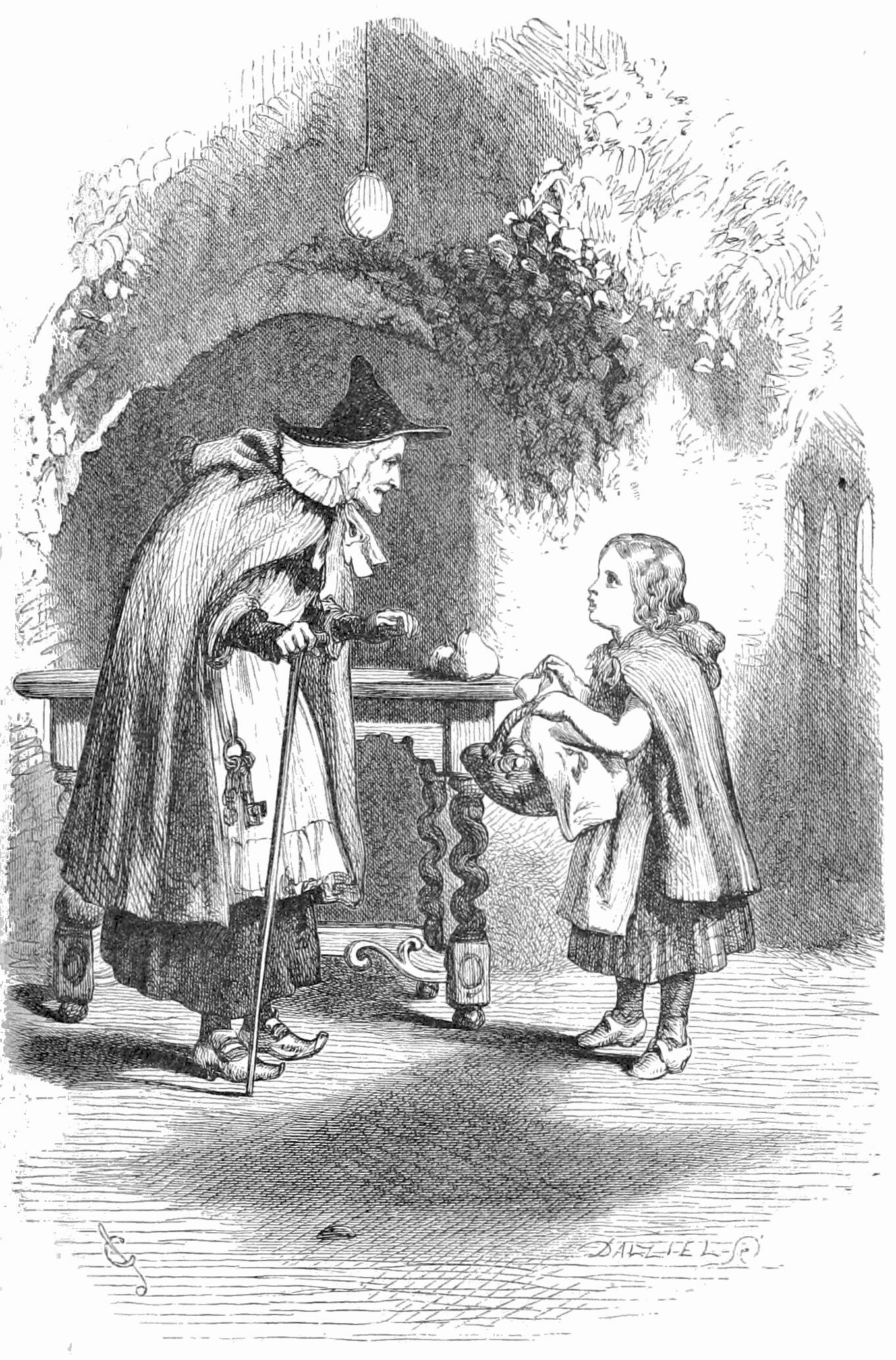
Finette Cendron.

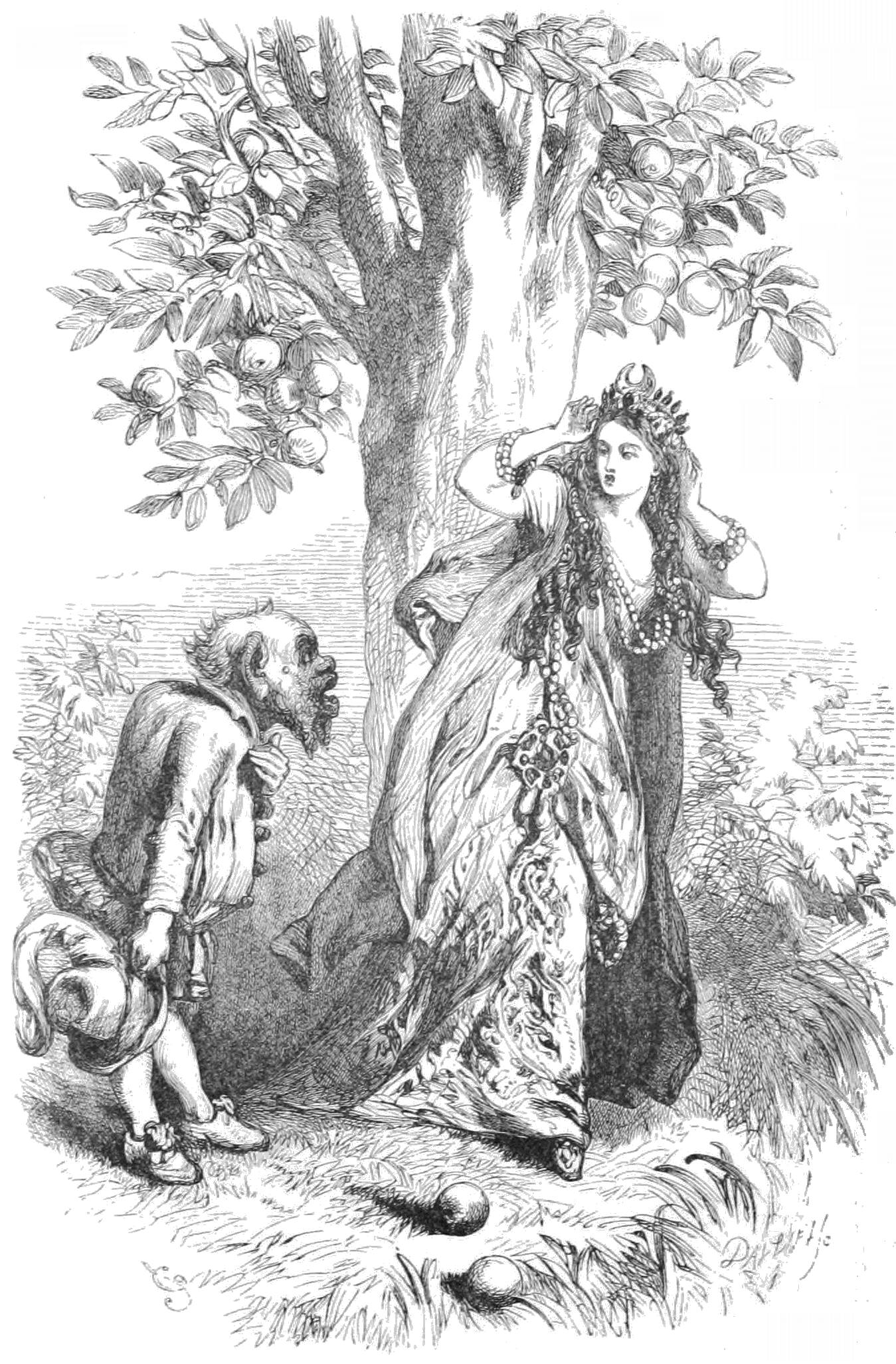
Le Nain jaune.

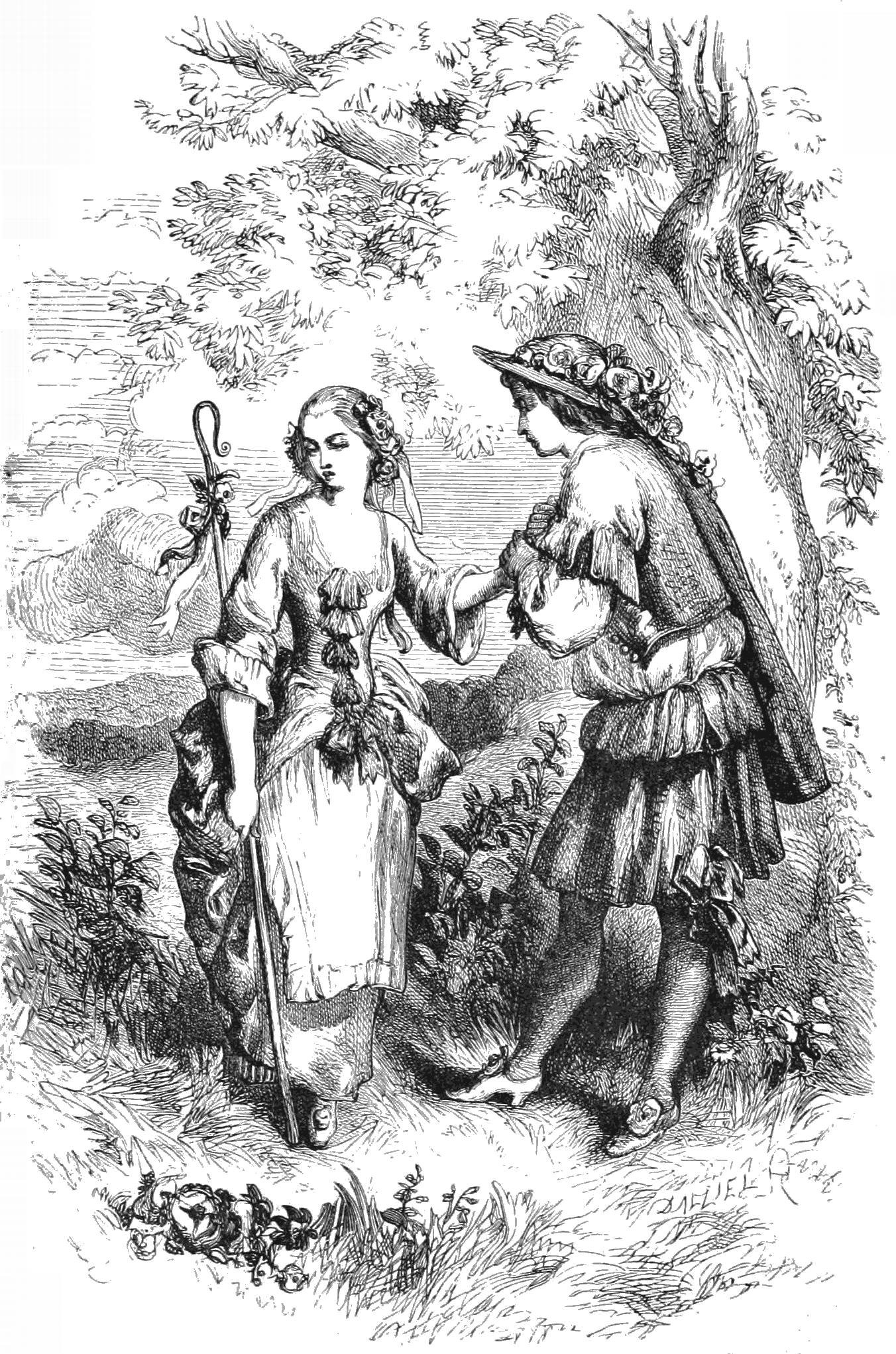
La Princesse Carpillon.

- Histoire d’Hypolite, Comte de Duglas, Paris, Sevestre, 1690.
- Mémoires de la cour d’Espagne, Paris, Barbin, 2 vol., 1690 dont Sainte-Beuve notera l’intérêt.
- Relation du voyage d’Espagne, Paris, Barbin, 3 vol., 1691.
- Sentimens d'une âme pénitente, sur le psaume 50, Miserere Mei Deus, 1691.
- Histoire de Jean de Bourbon, Prince de Carency , Paris, Barbin, 3 vol., 1692, biographie de Jean de Bourbon-Carency.
- Nouvelles Espagnolles, Paris, Barbin, 1692.
- Nouvelles ou mémoires historiques contenant ce qui s'est passé de plus remarquable dans l'Europe tant aux guerres, prises de places, et batailles sur terre et sur mer qu'aux divers intérests des princes et des souverains qui ont agi depuis 1672 jusqu’en 1679, Paris, Barbin, 2 vol. in-12, 1693.
- Le Retour d'une âme à Dieu, sur le psaume 102, Benedic anima mea), Paris, Vve de Théodore Girard, 1693.
- Mémoires de la cour d'Angleterre, Paris, Barbin, 2 vol., 1695.
- Les Contes des Fées, Paris, Barbin, 4 vol., 1697. Contient :
  - Gracieuse et Percinet ;
  - La Belle aux cheveux d'or ;
  - L'Oiseau bleu ;
  - Le Prince Lutin ;
  - La Princesse Printanière ;
  - La Princesse Rosette ;
  - Le Rameau d'or ;
  - L'Oranger et l'Abeille ;
  - La Bonne Petite Souris ;
  - Don Gabriel Ponce de Léon, nouvelle espagnole ;
  - Le Mouton ;
  - Finette Cendron ;
  - Fortunée ;
  - Babiole ;
  - Don Fernand de Tolède, nouvelle espagnole ;
  - Le Nain jaune ;
  - Serpentin vert ;
- Contes nouveaux ou Les Fées à la mode, Paris, Vve de T. Girard, 1698, 4 vol. in-12. Contient :
  - La Princesse Carpillon ;
  - La Grenouille bienfaisante ;
  - La Biche au bois ;
  - Le Nouveau Gentilhomme bourgeois, nouvelle ;
  - La Chatte blanche ;
  - Belle-Belle ou le Chevalier Fortuné ;
  - Le Nouveau Gentilhomme bourgeois (suite) ;
  - Le Pigeon et la Colombe ;
  - La Princesse Belle-Etoile et le prince Chéri ;
  - Le Nouveau Gentilhomme bourgeois (suite) ;
  - Le Prince Marcassin ;
  - Le Dauphin.
- Le Comte de Warwick, La Compagnie des Libraires associez, 1703.
- Rééd. : Mme d’Aulnoy, Contes des Fées, suivis des Contes nouveaux ou Les Fées à la mode, Nadine Jasmin (éd.), Paris, Champion, « Bibliothèque des génies et des fées », 2004.

### Œuvres faussement attribuées à Marie-Catherine d’Aulnoy
- Les illustres fées, contes galans, Paris, M.-M. Brunet, 1698, in-12, 338 p. ill.
- Mémoires secrets de Mr L.D.D.O. ou Les Avantures comiques de plusieurs grands princes de la cour de France, Paris, Bredou, 1696.
- Mémoires des avantures singulières de la cour de France, La Haye, Alberts, 1692, puis sur la cour d’Angleterre, 1695.
- Recueil de Barbin.